# 韦恩·斯旺
韦恩·馬克斯韋爾·斯旺（英語：Wayne Maxwell Swan；1954年6月30日—），澳大利亚政治人物。2007年选举中，工党获胜组阁，他担任澳大利亚财政部长。2010年6月24日起，接替朱莉娅·吉拉德担任澳大利亚工党副领袖，并兼任澳大利亚副总理。2013年6月26日在工党时任领袖吉拉德在党内选举中被击败，随即斯万宣布不寻求连任党副领袖一职，并辞去其他职务，退居担任後座议员。

## 生平
生于昆士兰州楠伯，中學就讀楠伯州立中學（曾與日後領導陸克文同時就讀此校，但長陸克文三個年級）。1972年中學畢業後，斯旺獲得聯邦獎學金入讀昆士兰大学的公共管理專業。大學畢業後斯旺在昆省理工學院擔任管理系講師。
1978年斯旺開始步入政界，歷任工黨領袖海登，以及部長米克·楊和比兹利的政策顧問。1991年-1993年擔任澳大利亞工黨昆士蘭黨部書記。1993年當選聯邦國會議員，1996年隨著工黨大選失利失去議席，1998年重奪議席。
2004年斯旺出任影子財政部長。2007年陸克文和斯旺兩人曾結伴拜訪母校楠伯中學。2007年工黨贏得大選，斯旺在第一次陸克文内閣中担任财政部长，為陸克文政府成功應對國際金融危機做出重要貢獻，在全球發達經濟體一片蕭條的時候維持了澳大利亞經濟持續增長的“奇跡”。在財長任内曾被国际财经杂志《Euromoney》评选为2010年度全球最佳财长。
2010年吉拉德挑起黨内政變接替陸克文出任工黨領袖及總理，斯旺繼續擔任財長的同時升任工黨副領袖，並出任澳大利亞副總理。2013年陸克文成功回擊再次擔任總理後，作爲吉拉德派系成員斯旺辭去所有職務，但繼續擔任議員。2018年宣佈將不在下一次聯邦選舉中尋求連任。
2018年6月斯旺當選澳大利亞工黨主席。

## 中文译名
“斯旺”是其姓氏英语读音的音译，另一种译法是形译，为“斯万”。
| 前任： 彼得·科斯特洛 | 澳大利亞財政部長 2007年 - 2013年 | 繼任： 克里斯·鲍恩 |